# وینفیلد (تگزاس)
وینفیلد، تگزاس (به انگلیسی: Winfield, Texas) یک شهر در ایالات متحده آمریکا با جمعیت ۴۹۹ نفر است که در تگزاس واقع شده‌است.

## موقعیت جغرافیایی
موقعیت جغرافیایی شهرها و مناطق اطراف به شرح زیر است: